# Championnat du Kirghizistan de football 2021
Navigation
Saison précédente Saison suivante
La saison 2021 du Championnat du Kirghizistan de football est la trentième édition de la première division au Kirghizistan. Il y a huit équipes engagées cette saison et la compétition prend la forme d'une poule unique où les formations s'affrontent à quatre reprises.
C'est le Dordoi Bichkek, qui remporte la compétition cette saison après avoir terminé en tête du classement final. C'est le treizième titre de champion du Kirghizistan de l'histoire du club.
Le vainqueur du championnat et le vainqueur de la coupe nationale se qualifient pour la phase de groupe de la Coupe de l'AFC 2022, la compétition inter-clubs de deuxième niveau en Asie.

## Les clubs participants
- Dordoi Bichkek
- Alga Bichkek
- FC Neftchi Kotchkor-Ata
- Abdish-Ata Kant
- FC Alay Och
- FC Khimik Kara-Balta
- Kaganat Och
- Ilbirs Bishkek

## Compétition
Le barème de points servant à établir le classement se décompose ainsi :
- Victoire : 3 points
- Match nul : 1 point
- Défaite : 0 point

### Classement
| Rang | Équipe                  | Pts | J  | G  | N | P  | Bp | Bc | Diff |
| ---- | ----------------------- | --- | -- | -- | - | -- | -- | -- | ---- |
| 1    | Dordoi Bichkek T        | 62  | 28 | 19 | 5 | 4  | 57 | 27 | +30  |
| 2    | Abdish-Ata Kant         | 57  | 28 | 16 | 9 | 3  | 65 | 33 | +32  |
| 3    | Alga Bichkek            | 55  | 28 | 17 | 4 | 7  | 39 | 25 | +14  |
| 4    | FC Alay Och             | 47  | 28 | 13 | 8 | 7  | 47 | 37 | +10  |
| 5    | Kaganat Och             | 37  | 28 | 10 | 7 | 11 | 41 | 40 | +1   |
| 6    | FC Neftchi Kotchkor-Ata | 31  | 28 | 9  | 4 | 15 | 37 | 44 | -7   |
| 7    | Ilbirs Bishkek          | 17  | 28 | 5  | 2 | 21 | 24 | 54 | -30  |
| 8    | FC Khimik Kara-Balta    | 8   | 28 | 1  | 5 | 22 | 19 | 69 | -50  |

|  | Qualification pour la Coupe de l'AFC 2022                     |
|  | T : Tenant du titre C : Vainqueur de la Coupe du Kirghizistan |

Le nombre de clubs relégués ou promus dépend de la capacité des clubs à satisfaire toutes les exigences de licence de la première division.

## Bilan de la saison
| Championnat du Kirghizistan de football 2021 |                            |
| Champion                                     | Dordoi Bichkek (13e titre) |
| Qualifications continentales                 |                            |
| Coupe de l'AFC 2022                          | Dordoi Bichkek             |
| Promotions et relégations                    |                            |
| Promus en Vysshaya Liga                      | aucun                      |
| Relégués en Deuxième division                | aucun                      |